# Nina Zjivanevskaja
Nina Aleksandrovna Zjivanevskaja (Russisch: Нина Александровна Живаневская) (Moskou, 24 juni 1977) verdedigde als internationaal topzwemster zowel de eer van haar geboorteland Rusland als van haar tweede vaderland Spanje. Ze is gespecialiseerd in de rugslag.
Ze werd tijdens de Olympische Spelen van 1996 in Atlanta betrapt op het gebruik van Bromantan. Dit was op dat moment nieuw en relatief onbekend maskeringsmiddel dat niet op de lijst van verboden dopingmiddelen stond. Niettemin werd Zjivanevskaja met onmiddellijke ingang geschorst en uitgesloten van verdere deelname. Tijdens haar schorsing leerde ze een Spanjaard kennen, met wie ze niet veel later in het huwelijk trad. Sinds 1999 komt de voormalige Europees jeugdkampioene (1991) uit voor Spanje.

## Internationale erelijst

### 1991
Europese Jeugdkampioenschappen langebaan (50 meter) in Antwerpen:
- Eerste op de 100 meter rugslag 1.02,87
- Eerste op de 200 meter rugslag 2.15,74

### 1992
Olympische Spelen (langebaan) in Barcelona:
- Zevende op de 100 meter rugslag 1.02,25

Europese Jeugdkampioenschappen langebaan (50 meter) in Leeds:
- Eerste op de 100 meter rugslag 1.02,89
- Tweede op de 200 meter rugslag 2.13,84

### 1993
Europese kampioenschappen langebaan (50 meter) in Sheffield:
- Tweede op de 100 meter rugslag 1.01,16
- Derde op de 200 meter rugslag 2.12,14

Wereldkampioenschappen kortebaan (25 meter) in Palma de Mallorca:
- Vijfde op de 200 meter rugslag 2.09,86

### 1994
Wereldkampioenschappen langebaan (50 meter) in Rome:
- Tweede op de 100 meter rugslag 1.00,83

### 1995
Europese kampioenschappen langebaan (50 meter) in Wenen:
- Derde op de 100 meter rugslag 1.03,06

### 1996
Olympische Spelen (langebaan) in Atlanta:
- Negende op de 100 meter rugslag 1.02,20

### 1999
Europese kampioenschappen langebaan (50 meter) in Istanboel:
- Tweede op de 50 meter rugslag 29,02
- Tweede op de 100 meter rugslag 1.01,98

Europese kampioenschappen kortebaan (25 meter) in Lissabon:
- Tweede op de 50 meter rugslag 28,24
- Eerste op de 100 meter rugslag 59,87
- Tweede op de 200 meter rugslag 2.09,47

### 2000
Europese kampioenschappen langebaan (50 meter) in Helsinki:
- Eerste op de 50 meter rugslag 28,76
- Eerste op de 100 meter rugslag 1.01,02
- Eerste op de 200 meter rugslag 2.09,53
- Zesde op de 4x100 meter wisselslag 4.11,17

Olympische Spelen (langebaan) in Sydney:
- Derde op de 100 meter rugslag 1.00,89
- Zesde op de 200 meter rugslag 2.12,75

Europese kampioenschappen kortebaan (25 meter) in Valencia:
- Derde op de 100 meter rugslag 1.00,09
- Tweede op de 200 meter rugslag 2.09,15

### 2001
Wereldkampioenschappen langebaan (50 meter) in Fukuoka:
- Zevende op de 50 meter rugslag 28,90
- Vierde op de 100 meter rugslag 1.01,75
- 21ste op de 200 meter rugslag 2.17,63

Europese kampioenschappen kortebaan (25 meter) in Antwerpen:
- Zesde op de 100 meter rugslag 1.00,19

### 2002
Europese kampioenschappen langebaan (50 meter) in Berlijn:
- Eerste op de 50 meter rugslag 28,58
- Vierde op de 100 meter rugslag 1.01,61
- Tweede op de 200 meter rugslag 2.10,27
- Vijfde op de 4x100 meter wisselslag 4.08,38

### 2003
Wereldkampioenschappen langebaan (50 meter) in Barcelona:
- Eerste op de 50 meter rugslag 28,48
- Vierde op de 100 meter rugslag 1.01,18

### 2004
Europese kampioenschappen langebaan (50 meter) in Madrid:
- Tweede op de 50 meter rugslag 29,03
- Derde op de 100 meter rugslag 1.02,38
- Zesde op de 4x100 meter wisselslag 4.08,64

Olympische Spelen (langebaan) in Athene:
- Vijfde op de 100 meter rugslag 1.01,12
- Zevende op de 4x100 meter wisselslag 4.07,61